# Butilacrilato
Il butilacrilato o acrilato di butile è un estere utilizzato nell'industria manifatturiera.

## Applicazioni
Il butilacrilato viene utilizzato in vernici, sigillanti, rivestimenti, adesivi, carburanti, tessuti, materie plastiche e mastici.

## Biochimica
Nei modelli di roditori, il butilacrilato viene metabolizzato dalla carbossilesterasi o dalle reazioni con glutatione; questa disintossicazione produce rifiuti di acido acrilico, butanolo e acido mercaptico, che viene escreto nelle urine, nelle feci e sotto forma di anidride carbonica.

## Produzione
Il butilacrilato può essere prodotto in diverse reazioni. L'acetilene, l'alcool 1-butilico, il monossido di carbonio, il nichel carbonile e l'acido cloridrico possono reagire per produrre butilacrilato. Un'altra sintesi di butilacrilato comporta la reazione di butanolo con metilacrilato o acido acrilico.

## Sicurezza
È altamente reattivo e polimerizza facilmente se esposto a calore o perossidi; pertanto, i preparati commerciali possono contenere un inibitore della polimerizzazione. Reagisce facilmente con acidi e basi forti, ammine, alogeni, composti dell'idrogeno e ossidanti. Il butil acrilato è designato come liquido combustibile di classe II. Può essere stabilizzato con idrochinone o idrochinone etil etere.
Le persone possono essere esposte al butilacrilato respirandolo, assorbendo la pelle, ingoiandolo o contatto con gli occhi. I sintomi dell'esposizione comprendono irritazione agli occhi, alla pelle e al tratto respiratorio superiore; dermatite da sensibilizzazione; necrosi corneale; nausea; vomito; diarrea; dolore addominale; tosse; gola infiammata; edema polmonare; e difficoltà respiratorie (dispnea).